# Tails (distribució Linux)
Tails (The Amnesic Incognito Live System) és una distribució Linux dissenyada per a preservar la privacitat i l'anonimat. Per aconseguir-ho totes les connexions empren la xarxa Tor i es bloquegen les connexions no anònimes. El sistema està dissenyat per a ser usat des d'un DVD autònom o un USB "viu" i no deixa petjada digital en l'ordinador hoste en el que es fa servir.
Això permet evitar que les companyies telefòniques puguin rastrejar els dispositius i saber quin ús en fa l'usuari.

## Història
Tails va ser alliberada per primer cop el 23 de juny de 2009 com una nova versió d'Incognito, una distribució de Linux basada en Gentoo. El Projecte Tor va subvencionar el desenvolupament de Tails, que també va rebre el suport de Debian, Mozilla i la Freedom of the Press Foundation.